# Mundemba
Mundemba är en ort i Kamerun.   Den ligger i regionen Sydvästra regionen, i den västra delen av landet, 300 km väster om huvudstaden Yaoundé. Mundemba ligger 111 meter över havet och antalet invånare är 11 912.
Terrängen runt Mundemba är huvudsakligen platt, men österut är den kuperad. Trakten runt Mundemba är glesbefolkad, med 18 invånare per kvadratkilometer. Det finns inga andra samhällen i närheten. I omgivningarna runt Mundemba växer i huvudsak städsegrön lövskog.